# 内藤良太
内藤 良太（ないとう りょうた、1972年9月9日 - ）は、日本の実業家、演出家、空間プロデューサー、ショークラブ『ROKUSAN ANGEL（旧バーレスク東京）』『boxdisco partyon』創設者（オーナー/プロデューサー）、シンポニーテール協会会長、愛犬家。大阪府大阪市生野区新今里出身。

## 経歴
大阪府大阪市生野区新今里生まれ。コリア・タウンで育ち父は物心つくまえに離婚。母子家庭の貧困生活を送り、食べていくのでやっとな家計のなか、周囲の手助けでその日暮らしの生活を送る。極貧生活のもと毎日喧嘩ざんまいな生活を過ごす。クラスの3分の1が在日韓国人のなかクリエイティブの感性を自然と磨いた。
大阪市立東中川小学校、大阪市立東生野中学校を卒業。中学校時代はドラマ『スクール☆ウォーズ』の影響でラグビー部に入部。中学3年にフランカーのポジションで関西大会優勝。当時は全国大会がなかったので実質ナンバー1だった。
1988年（昭和63年）大阪府立勝山高等学校（現・大阪府立大阪わかば高等学校）に入学するものの喧嘩を理由に1ヶ月で自主退学。誰が1番強いかを競うリアル「クローズZERO」だった。
高校退学後、ショーパブオーナーからスカウトを受け、田原俊彦や少年隊の振付けを真似て踊る。その後、大阪ミナミにあるマハラジャ系列「トッツィー」、A-Project「大阪ギャルソン」にショーパブダンサーとして在籍。幼馴染の小田吉男が立ち上げた伝説のサパークラブ「KEMUSHI」にてショープロデューサーで活躍、様々なエンターテイメント空間を世に送り出してきたショービズ界の第一人者として注目を浴びる。
1993年（平成5年）21才で独立。初めて経営者としてスナック営業終了後（25時から）の店を借りて朝までショーパブを運営した。
2002年（平成14年）30才で東京に進出。六本木で富裕層向けアフター店（50坪）のショーパブ店「ドラゴン」をオープン。男芸者による過激な裸体演出がウケて経営規模を拡大をしていく。全国主要都市8店舗、裸で踊れる男子200人のショーダンサーを雇用。
2011年（平成23年）六本木のショークラブ『バーレスク東京』をオープン、ショー演出家としてプロデューサー、ディレクターを兼務。40才を機に男性ダンサーで行っていたことを女性ダンサーに切り替えた。
2017年（平成29年）ボックスディスコ『Party on tokyo』オープン、プロデューサーに就任。
2023年（令和5年）港区議会議員立候補予定のDJティアラの推薦人として立候補ポスターに掲載。
2024年（令和6年）春、新宿区・新感覚エンターテイメント空間『A-MEN'S TOKYO』（田口淳之介D）とメンズグループの監修役に就任。同年2月、バーレスク店内において「ダンサーと客の立ち話」「ステージからの談笑」が接待行為とみなされ、風営適正化法違反容疑で逮捕。40日間拘留のもと釈放。
現在は「超刺激デジタルプロデューサー」という肩書きでメディアに出演。

## 人物
- 漫画「北斗の拳」好き。必殺技だけでなく浪花節が合間見れるストーリーが夢中にさせる。特に「南斗五車星」の一人・ジュウザが好き。最後はユリアのために時間稼ぎをする場面や考察が様々できる人物像[2]。
- 脳科学者・苫米地英人の本は全部、読み漁った[2]。
- 青年時代は藤井フミヤ、尾崎豊、石井竜也に憧れた。東京に上京してからは、西新宿の「ギャルソンパブ」で演出していたロッキーに憧れた。フランキー・ゴーズ・トゥ・ハリウッド、ディープ・パープルの曲が好きだった。コロナ禍では心沈んだ気持ちをエレファントカシマシが救ってくれた。幼馴染の小田吉男が薦めてくれた曲だった[2]。
- 貧しい家に生まれた。スラム街の中でもずば抜けて貧しい暮らしだった。月の収入が6万で家賃3万の暮らしで、周りの手助けで何とかお腹を満たしていた[2]。
- 離婚した父親は7回しか会ったことがない。上下白のスーツにハットの帽子を被ってオシャレな人だったという思い出が、うっすらした記憶。母親は東大阪市・八戸ノ里で喫茶店「サンモリツ」を経営して切り盛りしていた。内藤のソールフードは店の看板メニューのカレー、今も母の味を超えるカレーと出会っていない。小さい頃から母親から「成功、派手な人間は別次元の世界の人なんだよ。あんたは勉強だけはしなさい」だった。東京で成功した内藤に母親は「良太はすごいね、どうして成功したの、すごいね」と褒めてくれることが嬉しかった[2]。
- 太りやすい体質で7年間、毎日、家で自炊、同じものを食べている。玉子、キムチ、鶏肉、豆腐、カットキャベツ、味噌汁。下戸でお酒が飲めない[2]。
- 憧れの人はアメリカを代表する娯楽雑誌『PLAYBOY』を作ったヒュー・ヘフナー。無名だったマリリン・モンローを発掘したり、バニーガールを作った人でも知られている。「Life is too short to be living somebody else’s dream.（誰かの夢を生きるには人生は短すぎる）」。人生100年時代は長すぎるという人が多いですが、夢やテーマをもっている人にとっては、あまりにも短い。インタビューで内藤は「そんな大人になりたい」と話す[2]。

## 交友録
- 幼馴染に1つ年齢が上の小田吉男。馬主、「@ほぉ〜むカフェ」創業者。同じ小中学校で、よしおくん、りょうたの仲。大阪時代は小田から吉本興業に入ってお笑い芸人になろうと勧められた。ジャニーズ事務所に入りたかった内藤は断った[2]。
- ラグビー部時代のチームメイトに竹村雄之。富士通フロンティアーズで活躍。同じ中学校で、たけぽん、りょうたの仲[2]。
- 同級生で番長だった友人の息子が梁本旺義、同志社大学ラグビー部主将で息子のように活躍を見守る[2]。

## ビジネス／演出論
- ROKUSAN ANGEL（旧バーレスク東京）では日本初のチップ制度（1枚あたり100円のチップを購入して気に入った女のコの衣装に挟んであげる遊び）を設けたパイオニアと知られる。クラウドファンディング、配信の投げ銭もない時代だった[11]。
- ROKUSAN ANGEL（旧バーレスク東京）を作るにあたって自己投資を店内や衣装にあてた。1着15万の衣装、映像や音楽製作を含めると1つのショーに200万、LEDビジョン、ムービングライト110発を含めた内装に1憶5,000万円投資した[4]。
- 生野区のスラム街育ち。クラスの3分の1が在日韓国人でコリアカルチャーの中で喧嘩に明け暮れた。中学1年のとき在日韓国人の結婚式に行ったとき、出席者全員が酒を飲んで踊っている光景みて。“参加型”エンタメスタイルに憧れを持った。内藤の原風景とインタビューで答えている[2]。
- 29才から新大久保の韓国CDショップに行ってジャケ写買いをしている。直感で賑やかなジャケット、ノリの良さそうなデザインを片っ端に買い漁る。DJ DOCの「Run to you」は日本で流行る前から先取りして踊っていた。7年後、DJ OZMAが「アゲ♂アゲ♂EVERY☆騎士」というタイトルでカバーして大ヒットした[2]。
- 創作術としてインプットを大切にする。15年前から365日の3分の1は海外のショーを見に行こうと心掛けている。ブロードウェイ、ラスベガスのようなゴージャズなエンタメから、タイ、フィリピンのようなチープでアンダーグランドなエンタメまで幅広くチェック。丸々パクるのではなく、気になるところを1つ持ち帰る、もしくはインスパイヤ―させてストックする[2]。
- 自分の中にいる「童貞で、初心者で、イケてない自分」がいる。そういう対象者を想定したとき、どうやったら願望をえぐりだし目的を叶えてあげれるか考えている。下戸な自分が「お酒が飲める自分」を想像して妄想を膨らませて「憶測の世界でハメを外す。徐々に心をほぐして酒を飲んで体を動かしたら人はストレスをなくす」という体験型を作るのが内藤の創作術[2]。
- 若いときはショーダンサーをしていた。自らお金持ちの社長を喜ばす“男芸者”だったと話す。今でも若い人に「挨拶プラスONE」「（自分投資の）無駄遣いをいっぱいしろ」「絶対レディーファースト」と話している[2]。

## 主な作品

### 楽曲
- 『エールをあなたにです』：作詞　　※【MV】https://youtube.com/HB8Wgi6H
- 『竜宮城バーレスク』：作詞[12]

### アーティスト
- 『A-Queen from バーレスク東京』：プロデュース
- 『キュンキュンクリーム』 - 宇宙規格外の選抜式アイドルユニット：プロデュース
- 『Revogene（レボジェネ）』 - バーレスク東京&パーティーオンより生まれたモンスターなショーガールズ：プロデュース

### 店舗
- 『ドラゴン』：プロデュース
- 『ROKUSAN ANGEL（旧バーレスク東京）』：プロデュース
- 『Party on tokyo』：プロデュース
- 『A-MEN'S TOKYO』：監修

### テレビ番組
- 『それゆけ!!63エンジェル!!』（2024年7月4日 - 、TOKYO MXテレビ）： ユニットマネージャー
- 『それゆけ!!63Angel!!のラヂオ』（2024年7月20日 - 、渋谷クロスFM）： ユニットマネージャー
- 『健全夜遊びドキュメンタリー63ANGEL!!』（2025年4月19日 - 、ABEMA）： ユニットマネージャー